# 罗兴亚伊斯兰阵线
罗兴亚伊斯兰阵线（罗兴亚语：روہنگیا اسلامی محاذ，是一个与罗兴亚团结组织结盟的罗兴亚人伊斯兰叛乱组织。

## 成立
该组织成立于孟加拉国的罗兴亚难民营，在孟加拉国拥有多所伊斯蘭學校。据报道，该组织由毛尔维·塞利姆·乌拉领导。

## 叛乱活动
2020年年中，YouTube上出现了一段视频，视频显示罗兴亚伊斯兰阵线针对缅甸军方实施了爆炸袭击。该组织还对孟加拉国难民营中据称的若开罗兴亚救世军支持者被杀事件负责。
2025年3月，该组织的一名成员同意接受英国《独立报》采访。他声称，罗兴亚伊斯兰阵线仍有1000多名武装人员在活动。
2025年2月，罗兴亚伊斯兰阵线、罗兴亚团结组织、若开罗兴亚军与若开罗兴亚救世军联合组成了“四兄弟联盟”，结束了彼此之间的冲突。